# I Feel Like a Bullet (In the Gun of Robert Ford)
"I Feel Like a Bullet (In the Gun of Robert Ford)" er en sang af den britiske sanger Elton John fra hans album Rock of the Westies (1975). Sangen blev skrevet af Elton John og Bernie Taupin. Musikalsk er sangen beskrives som en popballade.
Sangen blev udgivet i 1976 som B-siden af albummets anden singlen "Grow Some Funk of Your Own" og nåede nummer fjorten på Billboard Hot 100 i februar 1976, men ikke nåede hitlisterne i Storbritannien.